# Carex oreophila
Carex oreophila är en halvgräsart som beskrevs av Carl Anton von Meyer. Carex oreophila ingår i släktet starrar, och familjen halvgräs. Inga underarter finns listade i Catalogue of Life.